# Rebelle
Rebelle (titolo internazionale War Witch) è un film del 2012 scritto e diretto da Kim Nguyen.
È stato presentato in concorso al Festival di Berlino, dove la giovane protagonista Rachel Mwanza ha vinto l'Orso d'argento per la migliore attrice, ed è stato candidato agli Oscar 2013 come miglior film straniero, senza però vincere. Ha vinto invece dieci Canadian Screen Awards, i maggiori riconoscimenti cinematografici canadesi, compresi i premi per miglior film e regia.

## Trama
Durante una guerra civile nell'Africa sub-sahariana, una ragazza di 12 anni di nome Komona viene rapita dalle forze ribelli per diventare una bambina soldato sotto un signore della guerra noto come "la Grande Tigre". I ribelli costringono Komona ad uccidere i suoi stessi genitori. Quindi, viene portata su un'isola deserta con molti più bambini. Viene loro insegnato ad usare armi di grandi dimensioni e costretti ad andare in guerra con i ribelli. Dopo aver bevuto la linfa degli alberi, Komona inizia a provare vivide illusioni. Quando le sue visioni le permettono di sopravvivere a un attacco, viene considerata una strega bambina ed è vista come una risorsa dalla Grande Tigre, che tenta anche di trasformarla in una concubina.
Komona e il suo giovane interesse amoroso, un ragazzo con albinismo noto come Mago, alla fine sfuggono ai ribelli e si trasferiscono in una città. Lui spera di sposarla e lei gli chiede di catturare un mistico gallo bianco per assicurarsi il suo accordo. Tuttavia, viene rapita da uno dei comandanti della Grande Tigre e Mago viene ucciso. Dopo che Komona è stata violentata dal comandante, lei lo uccide e scappa nella sua città natale deserta, raccontando la sua storia di vita al suo feto. Lì dà alla luce un bambino che prende il nome dal mago.

## Riconoscimenti
- 2013 - Premio Oscar
  - Candidatura per il Miglior film straniero
- Festival di Berlino 2012
  - Orso d'argento per la migliore attrice (Rachel Mwanza)
  - Menzione speciale della giuria ecumenica
- National Board of Review Awards 2012: selezionato tra i migliori cinque film stranieri
- Camerimage 2012: Rana d'oro (Nicolas Bolduc)
- Satellite Awards 2012: candidato per il miglior film in lingua straniera
- Tribeca Film Festival 2012
  - Miglior film
  - Miglior attrice (Rachel Mwanza)
- Independent Spirit Awards 2013: candidato per il miglior film straniero
- Canadian Screen Awards 2013
  - Miglior film
  - Miglior regia
  - Miglior sceneggiatura
  - Miglior attrice protagonista (Rachel Mwanza)
  - Miglior attore non protagonista (Serge Kanyinda)
  - Miglior fotografia
  - Miglior montaggio
  - Miglior scenografia
  - Miglior sonoro
  - Miglior montaggio sonoro
  - Candidato per i migliori costumi
  - Candidato per i migliori effetti visivi